# This Century
This Century é uma banda Americana de pop rock alternativo do Arizona. Foi formada em 2005 por Alex Silverman (baixo e teclado), Joel Kanitz (vocal), Ryan Gose (bateria) e Sean Silverman (guitarra e backing vocal). 

## Biografia
A banda se iniciou em 2005, quando a maioria dos membros ainda estava no ensino médio. Eles testaram vários nomes e então finalmente decidiram “This Century”, depois que Sean Silverman disse brincando que eles seriam sortudos se conseguissem decidir um nome para banda em algum momento desse século.
Em 2007, This Century lançou seu primeiro EP, intitulado "2007". 
Em 2008, eles foram assinados por Tim Kirch e Tanner Radcliffe na Eighty One Twenty Three Management. Eles ainda lançaram mais dois EP’s: Look What We Made e Dream of Christmas.
Em 2009, eles lançaram os EP’s Kiss Me Like It’s Christmas, No Way Out e To Love and Back. Mais tarde fizeram algumas performances acústicas na Baby Cakes Tent 
durante a Vans Warped Tour de 2009.
Em 2010, This Century foi assinada pela gravadora da The Maine, Action Theory, que faz parte da Warner Bros Records. Logo depois lançaram o EP Hopeful Romantic, contendo três faixas que estariam em seu álbum Sound Of Fire. Eles saíram em turnê no Bamboozle Left com bandas como: Anarbor, The Ready Set, Never Shout Never e The Summer Set. Eles também embarcaram numa turnê por todo Estados Unidos com seus colegas The Maine e o convidado especial, Austin Gibbs, na “An Evening With The Maine Tour”. No outono, a banda foi forçada a cancelar seus últimos shows da “Hey Monday Tour” devido a problemas vocálicos de Joel Kanitz.
Em março de 2011 eles lançaram a faixa-título, Sound Of Fire, como single de seu álbum de estréia. O álbum foi lançado no dia 19 de abril de 2011, assinado pela gravadora Action Theory. No verão de 2011, a This Century fez sua primeira turnê como banda principal, a “Young and Useless Tour”, com Carter Hulsey e Austin Gibbs. Devido a problemas pessoais, Austin Gibbs saiu da turnê e o cantor e compositor Kevin Fisher, Sweet Talker, ficou no lugar dele em algumas datas.
Em junho de 2012, This Century fez seu primeiro show em Manila, Filipinas, ao lado de We Are The In Crowd e Set Your Goals. Em Julho e Agosto, This Century foi a banda principal da Endless Summer Tour junto com Austin Gibbs. Em setembro de 2012, This Century saiu em sua primeira tour pela Europa, como convidados especiais da "Pioneer World Tour: Europe/UK".

## Integrantes
Formação atual
- Joel Kanitz - vocal e guitarra
- Sean Silverman - guitarra e backing vocal
- Alex Silverman - baixo
- Ryan Gose - bateria

## Discografia

### Álbuns de estúdio
- Sound Of Fire (Action Theory, 19 de abril de 2011)

### EPs
- "2007 E.P." (2007)
- Look What We Made (2008)
- No Way Out (2009)
- To Love And Back (2009)
- Hopeful Romantc (2010)

### Participações
- Punk Goes Pop 3: música "Paper Planes" (M.I.A's Cover)